# Madžarovo
Madžarovo (in bulgaro Маджарово?) è un comune bulgaro situato nel distretto di Haskovo di 3 407 abitanti (dati 2009). La sede comunale è nella località omonima

## Località
Il comune è formato dall'insieme delle seguenti località:
- Madžarovo (sede comunale)
- Borislavci
- Brusevci
- Dolni Glavanak
- Dolno Sădievo
- Efrem
- Gaberovo
- Goljama dolina
- Gorni Glavanak
- Gorno pole
- Malki Voden
- Malko Brjagovo
- Malko Popovo
- Rumelija
- Răženovo
- Selska poljana
- Senoklas
- Topolovo
- Zlatoustovo